# Bruno Junk
Bruno Junk, né le 27 septembre 1929 à Valga et mort le 22 septembre 1995 à Tartu, était un athlète soviétique (estonien), spécialiste de la marche athlétique.

## Biographie
Il a remporté deux médailles de bronze : une aux Jeux d'Helsinki en 1952 sur 10 km, l'autre sur 20 km aux Jeux de Melbourne (le 10 km ayant été supprimé).

### Palmarès
| Date | Compétition     | Lieu      | Résultat | Épreuve      | Performance       |
| ---- | --------------- | --------- | -------- | ------------ | ----------------- |
| 1952 | Jeux olympiques | Helsinki  | 3e       | 10 km marche | 45 min 41 s 0     |
| 1956 | Jeux olympiques | Melbourne | 3e       | 20 km marche | 1 h 32 min 12 s 0 |